# نیکولای والوئف
نیکولای والوئف (انگلیسی: Nikolai Valuev؛ زادهٔ ۲۱ اوت ۱۹۷۳) بوکسور سابق اهل روسیه است. والوئف دو مرتبه قهرمان سنگین‌وزن بوکس دنیا بوده است و رکورد بلندترین و سنگین‌ترین بوکسری که تاکنون توانسته قهرمان جهانی شود را از آن خود دارد. او ۵۰ برد و ۲ باخت را در کارنامه مسابقات جهانی خود دارد.